# Enrico Poitschke
Enrico Poitschke es un ciclista alemán nacido el 25 de agosto de 1969 en Görlitz. Debutó como profesional en 2001 con el equipo Team Wiesenhof. Puso fin a su carrera al fin de la temporada 2008 y se convirtió en 2010 en director deportivo del Team NetApp.

## Biografía
Enrico Poitschke destacó por primera vez en 1999, terminando en el podio de etapas como en la Vuelta Independencia Nacional, donde también fue tercero en la clasificación general, la Carrera de la Paz o el Gran Premio de Kranj. En 2000, se unió al equipo profesional de segunda división IPM - Profirad - Schwerin; sin embargo, el equipo desapareció en el mes de marzo debido al abandono del patrocinador IPM Marketing. Durante la temporada, Poitschke confirma sus aptitudes de sprinteur terminando entre los cinco primeros de 12 carreras del calendario UCI. Terminó en el podo del Tour de la Hainleite. 
La carrera profesional de Enrico Poitschke empezó en 2001 cuando fichó por el equipo Wiesenhof. En su primera temporada, terminó en el pódium de 13 carreras UCI. Poitschke obtiene su primera victoria como profesional en abril, en la tercera etapa del Ringerike GP. También repitió ganando la 5.ª etapa gracias a una escapada, así como la clasificación general. Dos semanas más tarde, ganó la etapa de la Carrera de la Paz al sprint batiendo a Tom Steels. Al día siguiente, vistió el maillot de líder aunque lo tuvo que dejar en manos de Jakob Piil en la contrarreloj individual y terminó sexto en la clasificación general. Consiguió ser segundo del Tour de la Hainleite por detrás de Christian Wegmann. A final de temporada quedó segundo del Groningen-Münster por detrás de Tom Cordes.
En 2002, Poitschke también consiguió varios puestos de honor, aunque menos exitosa que la temporada precedente, terminó cuatro veces en el podio, aunque diecisiete veces entre los cinco primeros. Fue cuarto del Gran Premio Rudy Dhaenens en marzo y del Tour de Düren en abril. Terminó segundo en una etapa del Giro del Capo por detrás de Allan Davis y segundo también en otra etapa de la Vuelta a Sajonia por detrás del antiguo campeón del mundo Oscar Camenzind. Terminó octavo de la clasificación general. 
En marzo de 2003, Poitschke terminó de nuevo en el pódium en dos etapas del Giro del Capo. Un mes más tarde, terminó segundo del Gran Premio de Denain gracias a una escapada. Fue batido al sprint por Bert Roesems aunque superó a Thomas Voeckler que quedó tercero. A las siguientes semanas terminó séptimo de la Vuelta a Colonia y decimosexto del Gran Premio de Fráncfort, después quedó quinto de la Carrera de la Paz, siendo su mejor resultado en esta carrera. Ganó en mayo su última carrera como profesional en el Tour de la Hainleite.

## Palmarés
2001
- 1 etapa de la Carrera de la Paz
- Ringerike GP, más 2 etapas

2003
- Tour de la Hainleite

## Resultados en las grandes vueltas
| Carrera         | 2001 | 2002 | 2003 | 2004 | 2005 | 2006  | 2007  | 2008 |
| --------------- | ---- | ---- | ---- | ---- | ---- | ----- | ----- | ---- |
| Giro de Italia  | -    | -    | -    | -    | -    | -     | -     | Ab.  |
| Tour de Francia | -    | -    | -    | -    | -    | -     | 131.º | -    |
| Vuelta a España | -    | -    | -    | -    | -    | 133.º | -     | -    |